# ジョナタン・カストロビエホ
ジョナタン・カストロビエホ（Jonathan Castroviejo、1987年4月25日 - ）は、スペイン・バスク州ビスカヤ県ゲチョ出身の自転車競技（ロードレース）選手。ヨナタン・カストロビエホとも。

## 来歴
2009年
- ツール・ド・ラブニール 区間1勝

2010年、エウスカルテル・エウスカディと契約。
2011年
- ツール・ド・ロマンディ 区間1勝(プロローグ)
- ロードレース世界選手権・個人タイムトライアル(ITT) 11位

2012年、モビスター・チームに移籍。
- ロンドン五輪・ITT 9位
- エネコ・ツアー 総合6位
- ブエルタ・ア・エスパーニャ 総合首位・第1ステージ〜第2ステージ

2016年
- リオ五輪・ITT 4位

2017年
- ヴォルタ・アン・アルガルヴェ　区間優勝（第3ステージ・個人タイムトライアル）
- スペイン選手権　優勝（個人タイムトライアル）

2018年、チームスカイに移籍。
- スペイン選手権　優勝（個人タイムトライアル）

2019年
- スペイン選手権　優勝（個人タイムトライアル）

2023年
- スペイン選手権　優勝（個人タイムトライアル）